# Église Saint-Pierre-et-Saint-Paul de Kolari
Pour les articles homonymes, voir Église Saint-Pierre-et-Saint-Paul.
L'église Saint-Pierre-et-Saint-Paul de Kolari (en serbe cyrillique : Црква Светих апостола Петра и Павла у Коларима ; en serbe latin : Crkva Svetih apostola Petra i Pavla u Kolarima) est une église orthodoxe serbe située à Kolari, sur le territoire de la ville de Smederevo et dans le district de Podunavlje en Serbie. Elle est inscrite sur la liste des monuments culturels protégés de la république de Serbie (identifiant no SK 699).

## Présentation

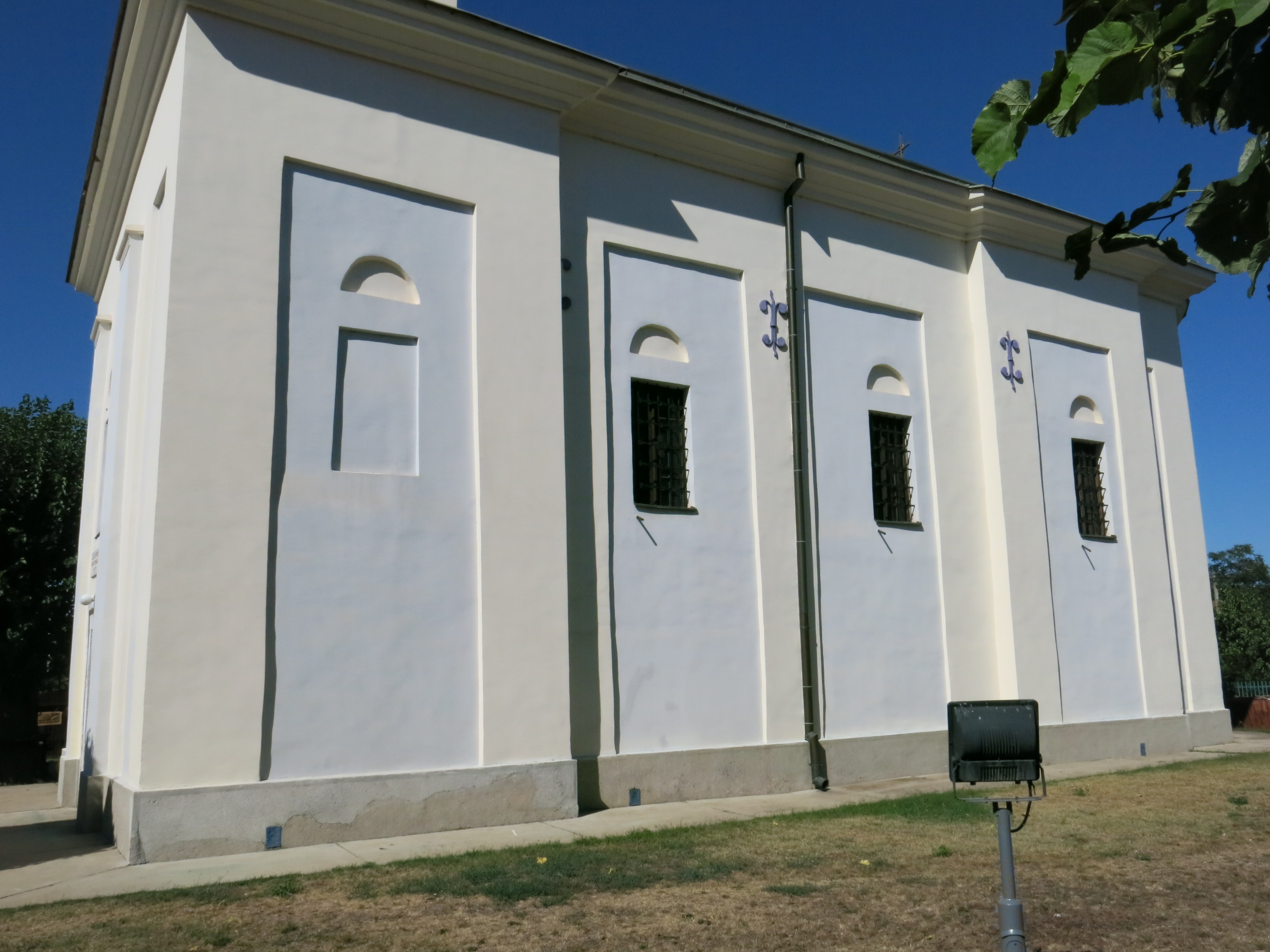
Autre vue de l'église.

L'église a été construite en 1847, comme en témoigne une date sur l'architrave du portail nord ; elle a été édifiée à l'emplacement d'une église en bois bâtie en 1717. La nouvelle église a été construite dans un style néo-classique, avec des pierres provenant de la mosquée détruite de Kolari, de la forteresse de Kulič, du monastère de Binovac abandonné et des églises de Badljevica et Petrijevo.
Elle est constituée d'une nef unique de forme rectangulaire, prolongée à l'est par une abside demi-circulaire et précédée à l'ouest par narthex avec une galerie. La façade occidentale est dominée par un clocher ; en l'absence de décoration horizontale, la verticalité est accentuée les fenêtres et les pilastres.
À l'intérieur, l'iconostase a été sculptée sur bois par Franz Schmidt dans un style classique ; les icônes ont été peintes en 1876 par Dimitrije Posniković ; Posniković est également le créateur des fresques de l'édifice. Dans la barrière de la galerie se trouvent des médaillons représentant les saints monarques des familles Nemanjić, Lazarević et Branković.
L'église abrite également une icône représentant le Christ datant de 1827 et une autre représentant la Crucifixion remontant à 1830, provenant toutes deux du monastère de Binovac. Elle abrite aussi d'autres icônes, des objets et des livres liturgiques, ainsi qu'un beau mobilier d'église, dont des trônes.

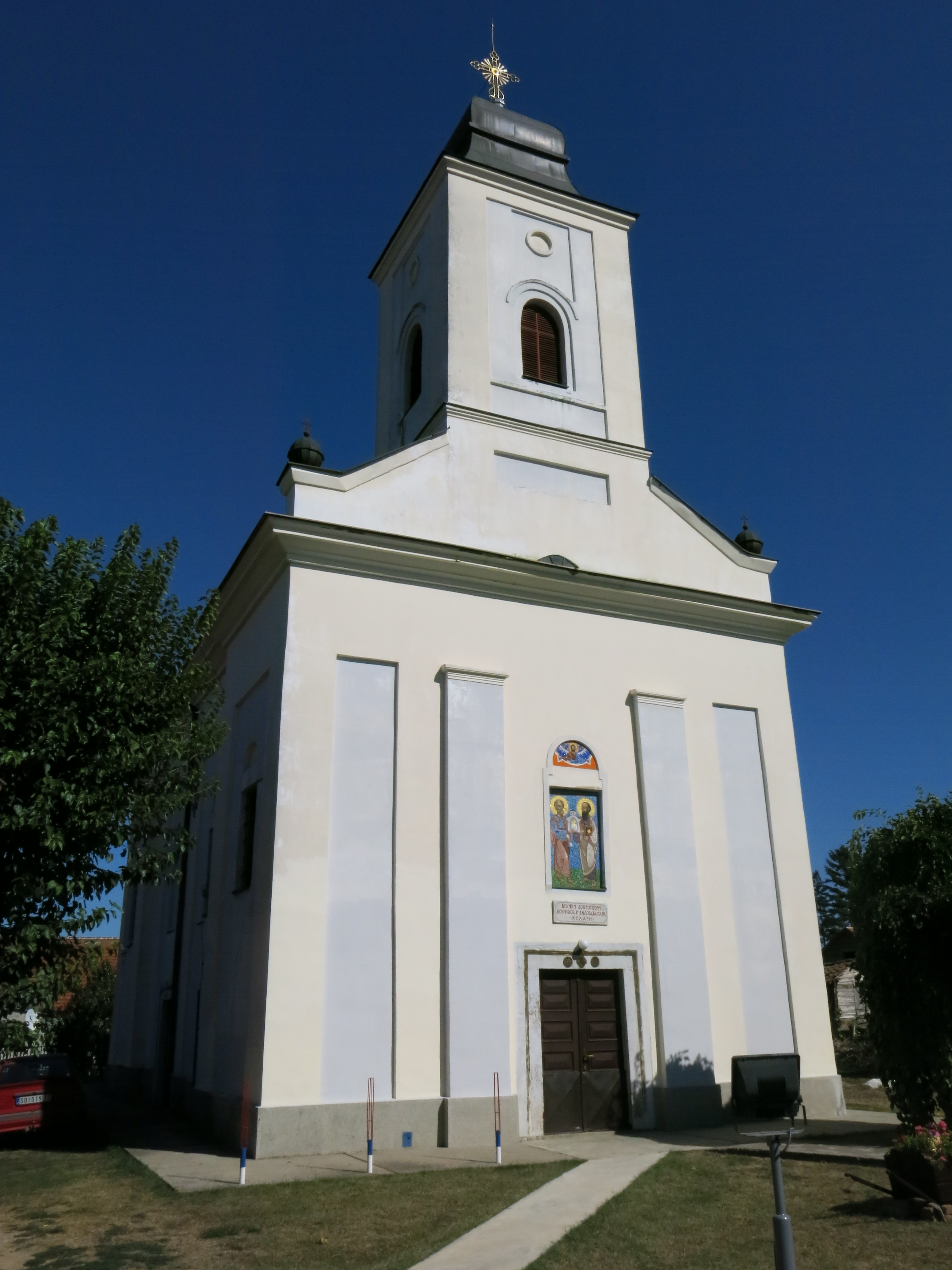
La façade occidentale.